# 프로코피스 파블로풀로스

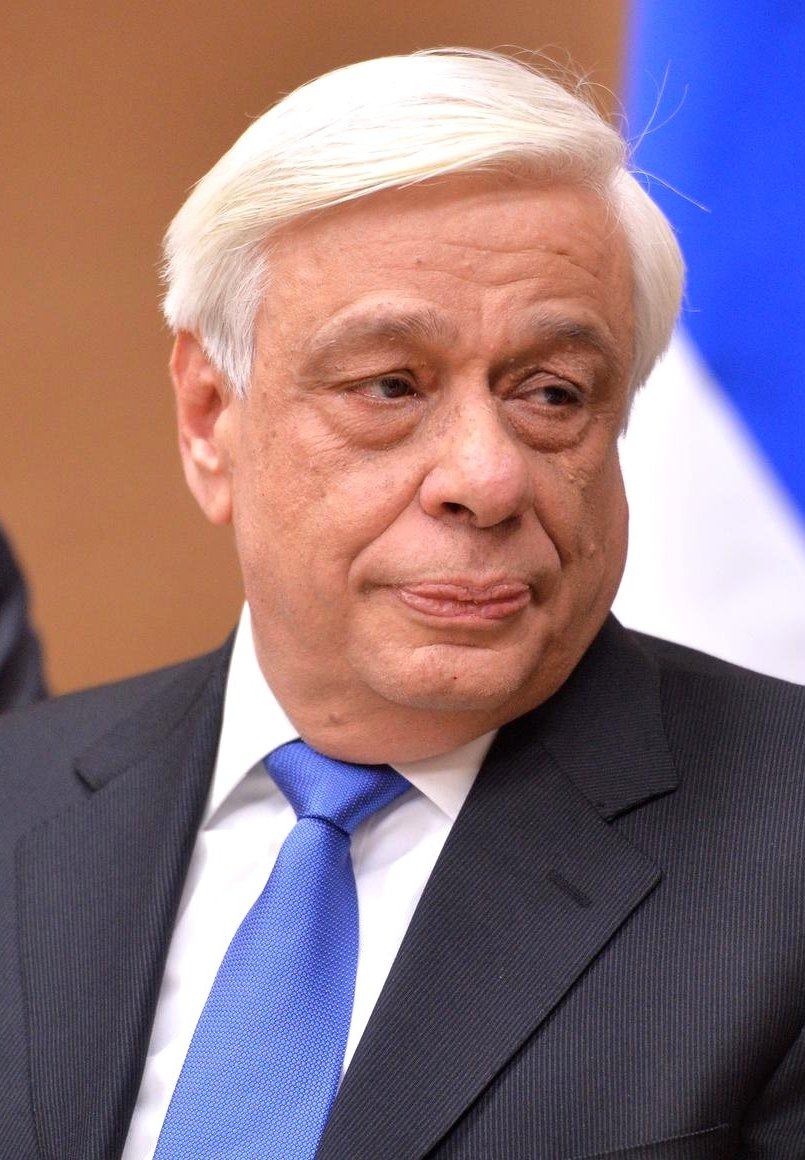
프로코피스 파블로풀로스

프로코피스 파블로풀로스(그리스어: Προκόπης Παυλόπουλος, 문화어: 쁘로꼬삐스 빠블로뿔로스, 1950년 7월 10일 ~ )는 그리스의 정치인으로 소속 정당은 신민주주의당이다. 2015년 3월 13일부터 2020년 3월 13일까지 그리스의 제7대 대통령을 지냈다.
그리스 칼라마타에서 출생하여 유년 시절을 보냈다. 1968년 아테네 대학교 법과대학에 입학하면서 정부에서 지급하는 장학금을 받았다. 1975년에는 프랑스 팡테옹 아사스 대학교에서 고등 학술 석사 과정을 이수했고 1977년에는 공법 박사 학위를 받았다. 그리스로 돌아온 이후에는 군 통신병으로 복역하였다. 1980년 아테네 대학교 강사로 선임되어 부교수, 조교수를 거쳐 1989년 행정법 교수로 부임하였다.
2015년 2월 18일 그리스 의회에서 실시된 투표를 통해 233표를 기록하면서 대통령에 당선되었다.

## 역대 선거 결과
| 선거명      | 직책명          | 대수 | 정당         | 득표율 | 득표수 | 결과 | 당락 |
| ----------- | --------------- | ---- | ------------ | ------ | ------ | ---- | ---- |
| 2015년 선거 | 그리스의 대통령 | 8대  | 신민주주의당 | 78.98% | 233표  | 1위  |      |

| 전임 니코스 알리비자토스 | 제33대 그리스의 행정·내무부 장관 2004년 3월 10일 ~ 2007년 8월 24일 | 후임 스피리돈 플로가염 |

| 전임 스피리돈 플로가염 | 제35대 그리스의 내무부 장관 2007년 9월 19일 ~ 2009년 9월 11일 | 후임 스피리돈 플로가염 |

| 전임 카롤로스 파풀리아스 | 제8대 그리스의 대통령 2015년 3월 13일 ~ 2020년 3월 13일 | 후임 카테리나 사켈라로풀루 |

| 전임 카롤로스 파풀리아스 | 그리스의 국가 원수 2015년 3월 13일 ~ 2020년 3월 13일 | 후임 카테리나 사켈라로풀루 |